# Camp Muir
Camp Muir ist eine Schutzhütte, die nach dem schottischen Universalgelehrten und Sierra-Club-Gründungsmitglied John Muir benannt wurde. Camp Muir liegt auf dem Vulkan Mt. Rainier im Bundesstaat Washington in den Vereinigten Staaten zwischen dem Muir Snowfield und dem Cowlitz Gletscher in einer Höhe von 3072 Metern (10.080 ft). Die Hütte kann als Basislager zum Aufstieg auf den Gipfel benutzt werden und wird vom National Park Service unterhalten.
Camp Muir wurde am 13. März 1991 unter der Referenznummer 91000176 in das National Register of Historic Places aufgenommen.